# Roxas (Oriental Mindoro)
Roxas ist eine philippinische Stadtgemeinde in der Provinz Oriental Mindoro. Sie hat 53.201 Einwohner (Zensus 1. August 2015).

## Baranggays
Roxas ist politisch in 20 Baranggays unterteilt.
| - Bagumbayan (Pob.) - Cantil - Dangay - Happy Valley - Libertad - Libtong - Mabuhay - Maraska - Odiong - Paclasan (Pob.) | - San Aquilino - San Isidro - San Jose - San Mariano - San Miguel - San Rafael - San Vicente - Uyao - Victoria - Little Tanauan |